# Linh ảnh

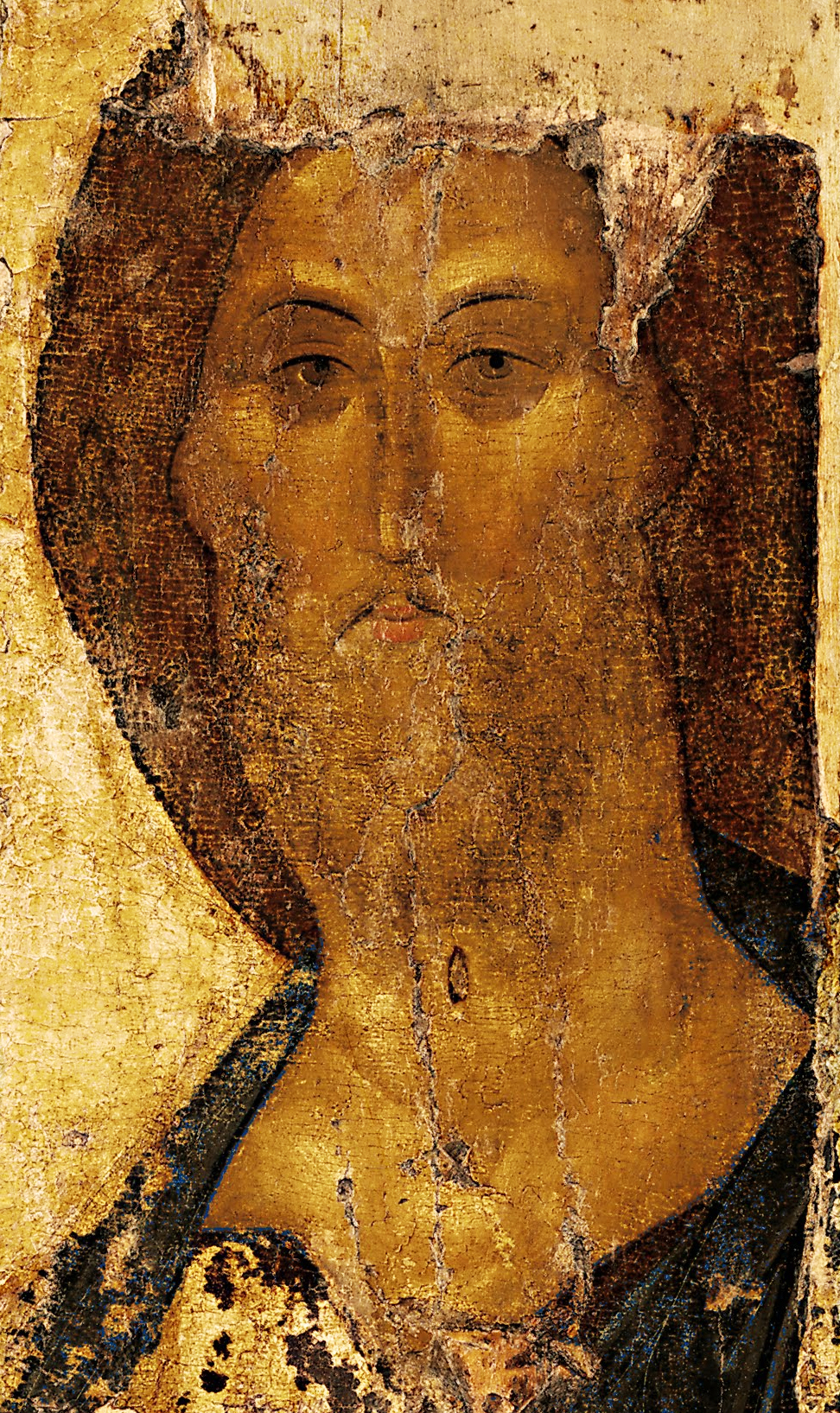
linh ảnh Chúa Giê-xu Ki-tô do hoạ sĩ nổi tiếng Nga Andrei Rublev vẽ.

Linh ảnh, ảnh thánh, thánh tượng, hay ảnh tượng, (tiếng Anh: icon, chữ Hi Lạp: Αγιογραφία, chữ Nga: Икона, chữ Hán: 聖像 / 圣像), chỉ phương thức vẽ tranh, chụp hình hoặc đắp tượng nhằm biểu đạt thánh, thần hoặc thần tích, chủ yếu là tác phẩm nghệ thuật tôn giáo truyền thống của Giáo hội Chính giáo Đông phương (en), Giáo hội Chính thống Đông phương và Giáo hội Công giáo Rôma. Giáo hội Công giáo Rôma mặc dù sử dụng linh ảnh tương tự, nhưng phong cách nghệ thuật và phương thức tôn kính rất khác biệt so với Giáo hội Chính giáo Đông phương. linh ảnh là một loại tranh vẽ, hình chụp hoặc tượng điêu khắc có cơ sở thần học của nó, cũng là loại hình hội hoạ có sẵn giá trị nghệ thuật, chiếm vị trí trọng yếu trong nghệ thuật Byzantine và nghệ thuật Nga. Ngôn ngữ và thủ pháp hình thức hội hoạ của linh ảnh khác biệt so với hội hoạ cận đại. Tôn thờ và vái lạy trong tôn giáo là chức năng cơ bản của linh ảnh.
Từ thế kỉ VIII đến giữa thế kỉ IX, Đế quốc Đông La Mã đã phát sinh tranh luận liên quan đến vấn đề sùng bái linh ảnh. Bắt đầu từ hoàng đế Leon III xứ Isauria ban bố pháp lệnh cấm chỉ sùng bái ngẫu tượng vào năm 726, trải qua thời kì hoàng đế trẻ Michael III thống trị vào năm 843, cho đến hoàng hậu nhiếp chính Theodora ban bố pháp quy Nicaea phản đối phá huỷ linh ảnh, đã kéo dài liên tục 117 năm.

## Nguồn gốc lịch sử

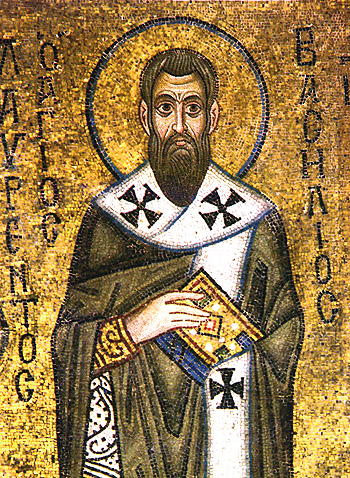
Tranh khảm Basil xứ Caesarea.

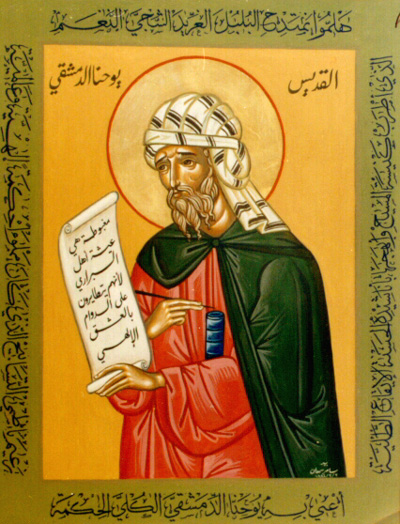
linh ảnh Giăng xứ Đa-mách. Ông viết chữ Ả-rập trong sách.

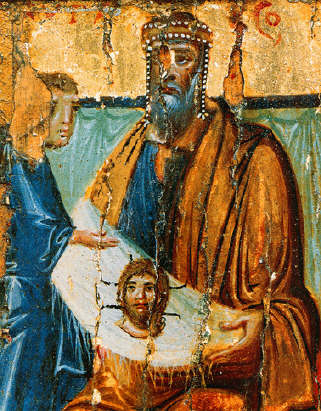
linh ảnh vua Abgar V xứ Edessa.